# 창경궁 팔각칠층석탑
창경궁 팔각칠층석탑(昌慶宮 八角七層石塔)은 서울 창경궁에 있는, 조선 시대의 팔각칠층석탑이다. 기존의 석탑과는 양식을 달리하는 석탑으로서 지대석과 기단부가 매우 특이한 형태를 하고 있는 탑이다. 이 탑은 일제 강점 초기 1911년에 창경궁에 이왕가박물관을 건립할 때 만주에서 가지고 온 상인으로부터 구입하여 세운 것이라고 한다. 현재 창경궁 내 식물원 앞 연못(춘당지)가에 위치하고 있다. 1992년 1월 15일 대한민국의 보물 제1119호로 지정되었다.

## 특징
이 팔각칠층석탑은 불룩한 초층 탑신이나 팔각원당형의 기단부, 탑신 전체에서 느껴지는 분위기에서 라마탑의 형태를 연상시킨다고 보기도 한다. 이 부분에 대해서는 좀 더 많은 연구가 필요할 것이다. 전체적으로 마모가 심하고 석재가 변질된 부분도 있기는 하지만, 한국에 있는 유일한 중국 석탑이라는 점에서 그 가치가 크다고 하겠다. 팔각원당형의 기단부를 가진 국내에서 제작되어 현존하는 탑들은 주로 고려시대 원의 영향으로 보는 경향이 있으며, 남양주 수종사 오층석탑처럼 고려계 다층석탑  계열과 구산선문에서 유래한 승탑들에서 많이 보이는 경향이 있다.

## 구조
이 석탑은 크게 지대석ㆍ기단부ㆍ탑신부ㆍ상륜부로 구성되어 있다. 다만 지대석과 기단부가 탑신에 비해 매우 높은 편이며, 탑신부에서도 초층의 탑신이 둥근 복발형으로 국내에서는 볼 수 없는 이색적인 특징이 있다.

### 기단부
기단부는 우선 방형의 지대석 위에 8각의 안상지대석 2단으로 구성되어 있는데, 지대석이 층층이 올라가고 있는 느낌을 준다. 사각의 지대석 위에 크기가 다른 2층의 팔각 지대석을 또 올려 놓았는데, 8각의 각 면마다 둥근 안상을 배치하고 있다. 안상의 모양은 양쪽은 둥근 원이며, 가운데는 긴 타원형으로 이 세 원이 연결되어 있는 갸름한 형태로 되어 있다. 그 위에는 하층 기단부가 등장하고 있는데, 우선 하단 갑석으로 한 단의 연꽃 굄을 놓아 팔각의 면석을 받치고 있다. 연꽃 굄도 팔각의 형태를 지니고 있으나 아래의 이중 안상지대석의 팔각보다는 많이 둥글려진 느낌으로, 한 면당 이중의 테로 둘린 복련 두 잎씩이 새겨져 있다. 그 위에 놓인 팔각의 면석 각 면에는 아름다운 문양들로 조각되어 있는데, 중앙에는 두 겹으로 둘러지면서 세잎으로 구성된 두툼한 꽃 모양이 새겨져 있다. 그리고 그 꽃을 중심으로 네 가장자리에는 구름문양 등이 새겨져 있다. 8각의 면석 위에는 기단부의 상대 갑석으로 보이는 돌이 놓여 있는데, 하대 갑석과 같이 둥그스름한 팔각의 형태지만 이번엔 두 겹으로 된 앙련이 조각되어 있다. 한 면당 두 잎씩 총 16잎이 조각되어 있다. 그 위에는 다시 8각의 안상지대석과 같은 8각의 기단부 한 층이 둘러져 있다. 안상의 모습 역시 양쪽에는 둥근 원이, 가운데는 긴 타원형이 서로 연결된 모양이다. 이 위에는 다시 상층 기단부가 놓여 있다. 대신 이 상층 기단은 하층 기단보다 많이 약식화되어 있다. 하단 갑석은 둥그스런 복발형이 새겨져 있고, 기단의 면석에는 아무런 장식이 없다. 상단 갑석에는 마멸이 심해 잘 보이지는 않지만, 앙련으로 된 무늬가 희미하게 보인다. 그리고 그 위에 이 탑에서 가장 특색있다고 볼 수 있는 둥그스름한 복발형의 초층 탑신이 놓이고 있다.

### 탑신부
탑신부는 팔각칠층으로 구성되어 있는데, 초층의 탑신이 다른 층의 탑신보다 월등히 높으며 그 위층들은 체감이 적은 편이라 할 수 있다. 초층의 탑신은 마치 항아리의 모습처럼 생겼는데, 많이 파손되어서 그런지 중간 중간에 후대에 보수한 흔적이 보인다. 그리고 이 탑신받침 측면에는 가로·세로 약 50cm 정도의 크기로 보이는 정방형의 판돌이 끼워져 있다. 맨눈으로는 판독이 불가능하나 글씨가 희미하게 새겨져 있음을 알 수 있다. 기록에 의하면 1행 3자씩, 4행의 명문과 1행의 조성연대가 새겨져 있는데 다음과 같다고 한다. "遼陽重, 開山都, 綱挺玉, 巖壽塔" "大明成化六年庚寅歲秋七月上澣吉日造" 여기서 성화 6년은 명나라 헌종 때의 연호로써 조선 성종 1년(1470)에 해당된다. 옥개석은 8각으로 목조건축의 지붕을 묘사하듯 기왓골이 뚜렷이 새겨져 있으며 처마 끝은 수막새로 막혀져 있을 정도로 세심하게 표현되어 있다. 현재 남아있는 상태로 보면 초층에서 6층까지는 옥개석이 체감되어 가지만, 7층에 와서는 다시 4층의 크기와 맞먹을 정도로 옥개석이 다시 커지고 있어 후대 보수 때 바뀐 듯하다.

### 상륜부
상륜부는 노반과 보주가 하나의 돌로 조성되어 있으나, 후대에 보수된 것이다.

## 현지 안내문
이 탑은 조선 성종(成宗) 원년(元年, 1470)에 중국에서 만들어진 것으로 일제 강점기인 1911년에 창경궁에 이왕가 박물관(李王家 博物館)을 건립할 때 상인으로부터 구입하여 세운 것이다.
석탑의 기단(基壇)은 사각형의 받침돌과 팔각의 2중 기단으로 되어 있다. 그 위에 놓인 팔각형 돌의 각 면에는 꽃무늬를 새겼다. 팔각의 납작한 돌 위에는 밥그릇을 엎어놓은 듯한 모양의 둥그스름한 탑신 받침을 놓고 화려한 연꽃무늬를 돋을새김하였다. 1층 탑신은 위층에 비해 매우 높으며, 지붕돌은 팔각으로 목조 건물의 지붕처럼 표현하였다. 지붕돌 윗부분은 그 재질로 보아 후대에 보완한 것 같다. 이 석탑의 전체적인 형태로 보아 공주(公州) 마곡사(麻谷寺) 석탑과 비교되는 라마탑(喇嘛塔)을 연상케 된다.

## 사진
- 한국저작권위원회 공유마당에 있는 사진

## 같이 보기
- 공주 마곡사 오층석탑 (보물 제799호)

## 참고 자료
- 창경궁 팔각칠층석탑 - 국가유산청 국가유산포털

 본 문서에는 서울특별시에서 지식공유 프로젝트를 통해 퍼블릭 도메인으로 공개한 저작물을 기초로 작성된 내용이 포함되어 있습니다.